# Remparts d'York

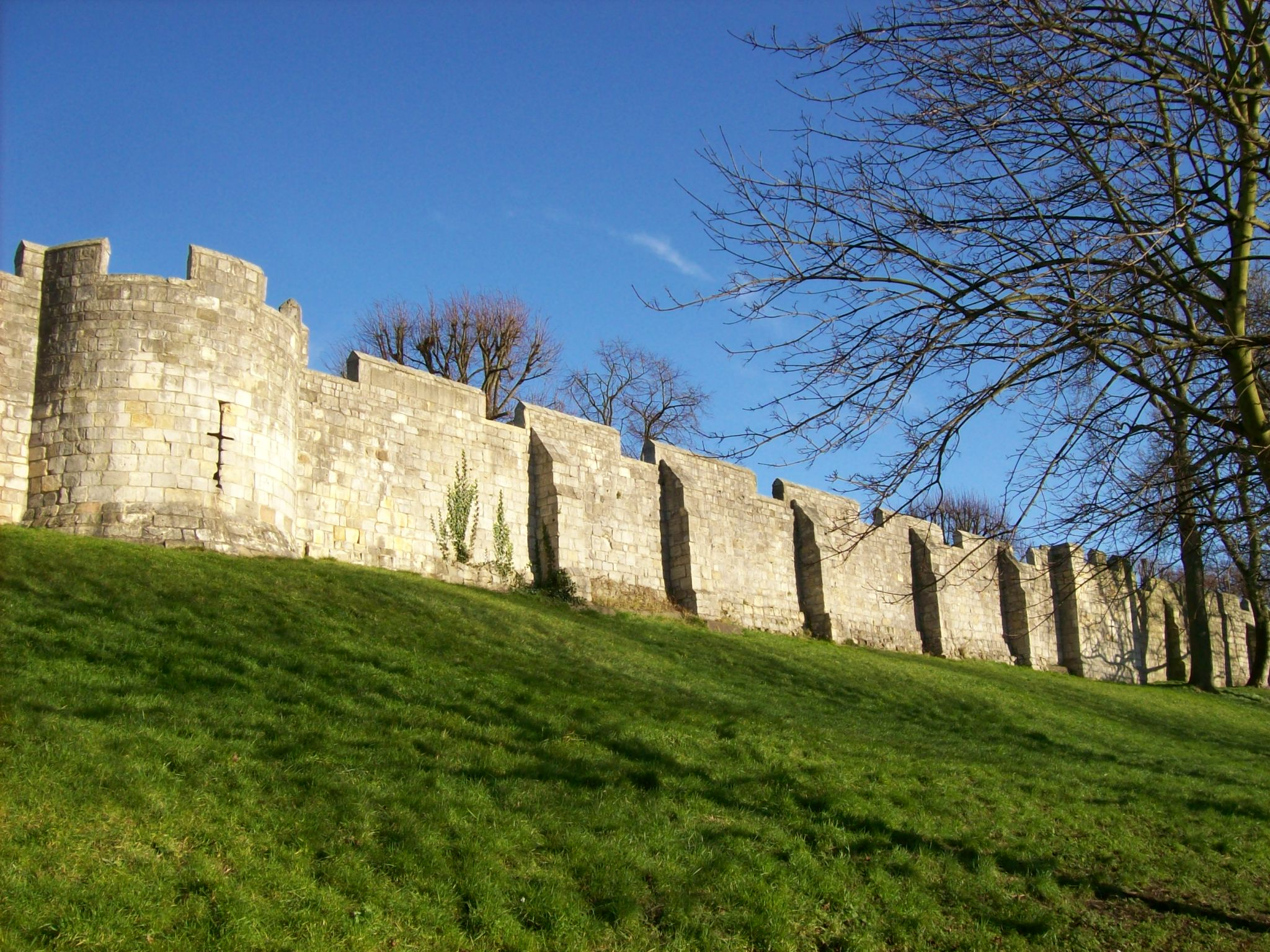
Les remparts d'York près de Nunnery Lane.

Les remparts d'York sont un monument protégé de la ville d'York, en Angleterre.

## Tracé
Les remparts actuels encerclent de manière incomplète le centre-ville médiéval d'York. En partant de leur point le plus au nord, la Robin Hood's Tower, ils se dirigent vers le sud-est, avec un premier corps de garde à Monk Bar. Ils bifurquent vers l'est à la New Tower avant de rejoindre la Foss près de Layerthorpe Bridge, où ils s'arrêtent. Au-delà se trouvait autrefois une zone marécageuse, King's Fishpool, qui rendait l'édification de remparts superflue.
Les remparts reprennent à la Red Tower en direction du sud. Après Walmgate Bar, ils s'infléchissent vers l'ouest. Après Fishergate Bar, ils bifurquent brièvement au nord avant de s'interrompre à nouveau à la Fishergate Postern Tower. Ils reprennent de l'autre côté de l'Ouse, à Skeldergate, d'abord en direction du sud-ouest, puis vers le nord-ouest après Bitchdaughter Tower. Cette section est traversée par une petite porte, Victoria Bar, et une grande porte, Micklegate Bar. Les remparts bifurquent vers le nord-nord-est face à la gare et se poursuivent jusqu'à rejoindre de nouveau l'Ouse à Barker Tower.
Un dernier segment subsiste de l'autre côté de l'Ouse, en bordure des York Museum Gardens, et s'achève à environ une centaine de mètres de Bootham Bar, la quatrième et dernière grande porte, d'où ils filent vers le nord-est jusqu'à rejoindre la Robin Hood's Tower.

## Corps de garde
Les quatre principaux corps de garde des remparts sont Bootham Bar au nord, Monk Bar au nord-est, Walmgate Bar au sud-est et Micklegate Bar au sud-ouest. Dans leur état actuel, ils datent tous du XIVe siècle, avec des restaurations partielles au XIXe siècle.

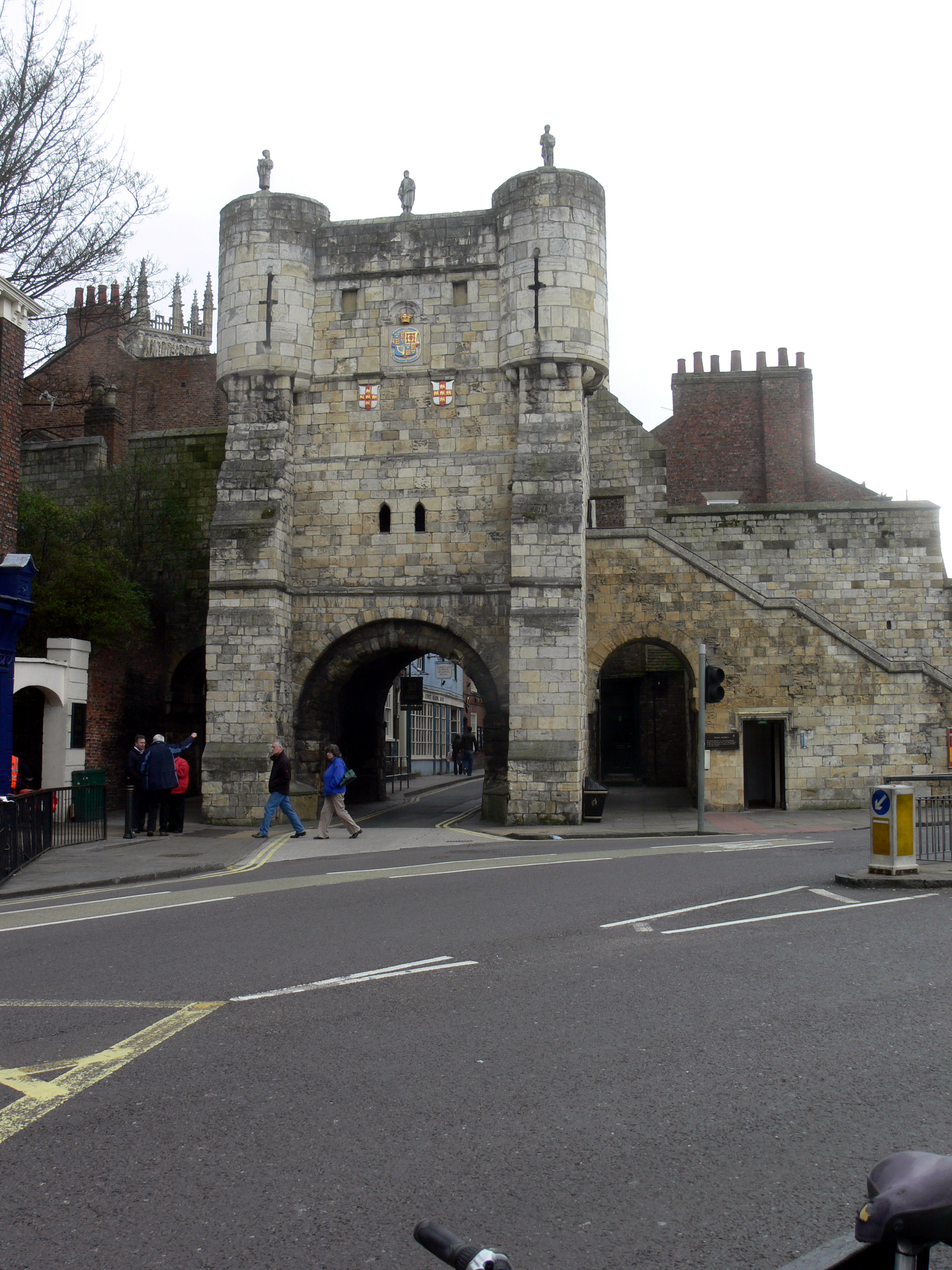
Bootham Bar
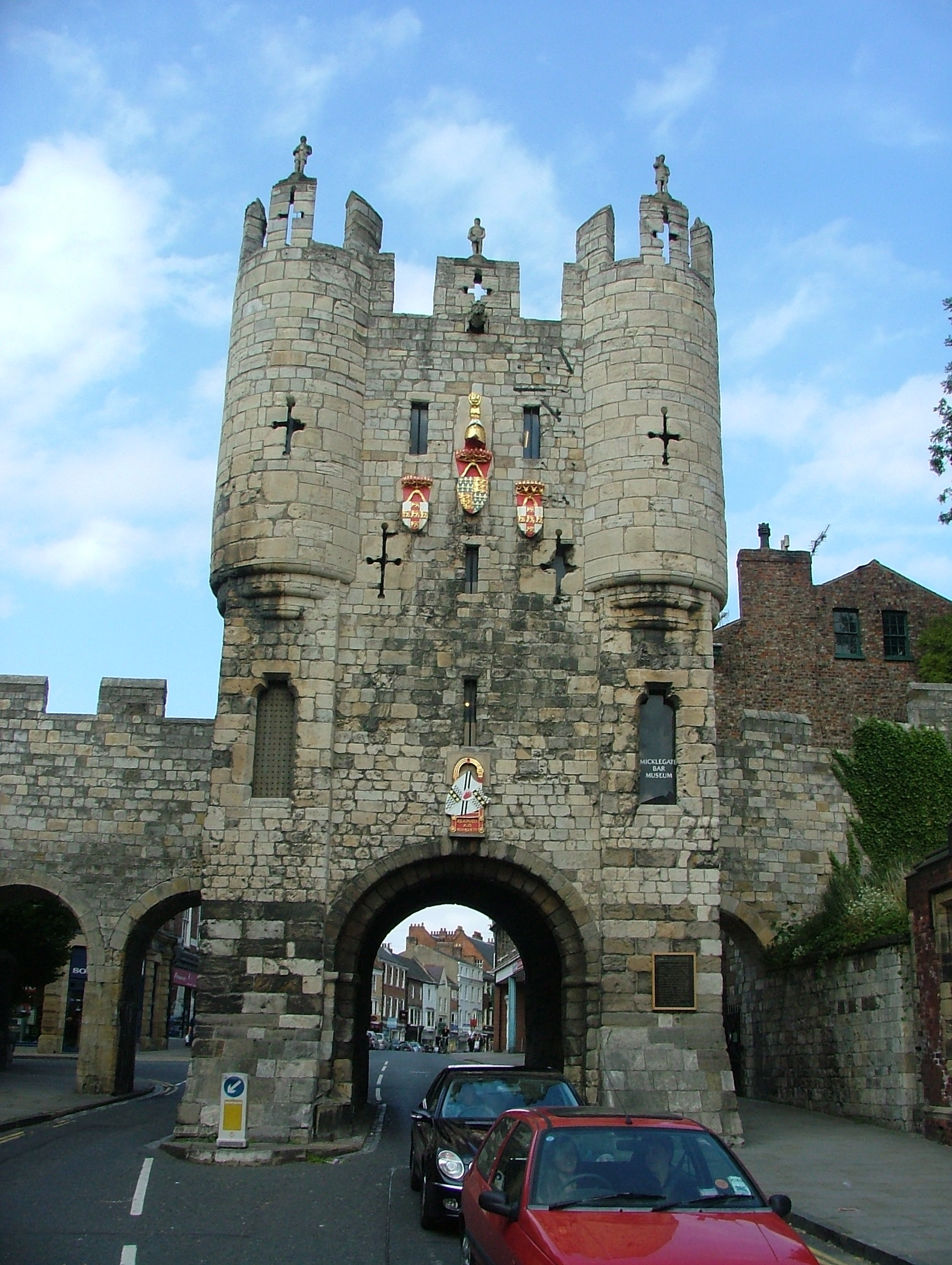
Mickelgate Bar
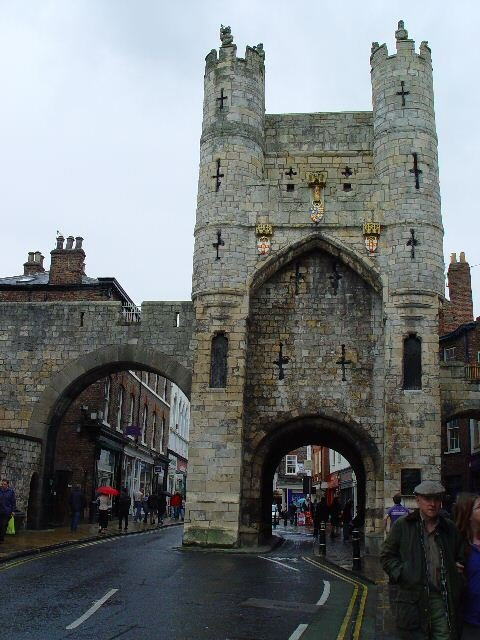
Monk Bar
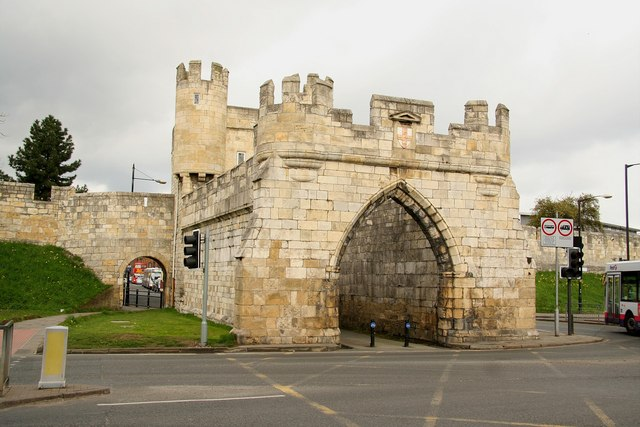
Walmgate Bar et sa barbacane

Il existe deux autres portes : Fishergate Bar au sud, murée au XVe siècle avant d'être rouverte au XIXe siècle, et Victoria Bar au sud-sud-ouest, qui date quant à elle intégralement du XIXe siècle.

## Histoire

### Période romaine

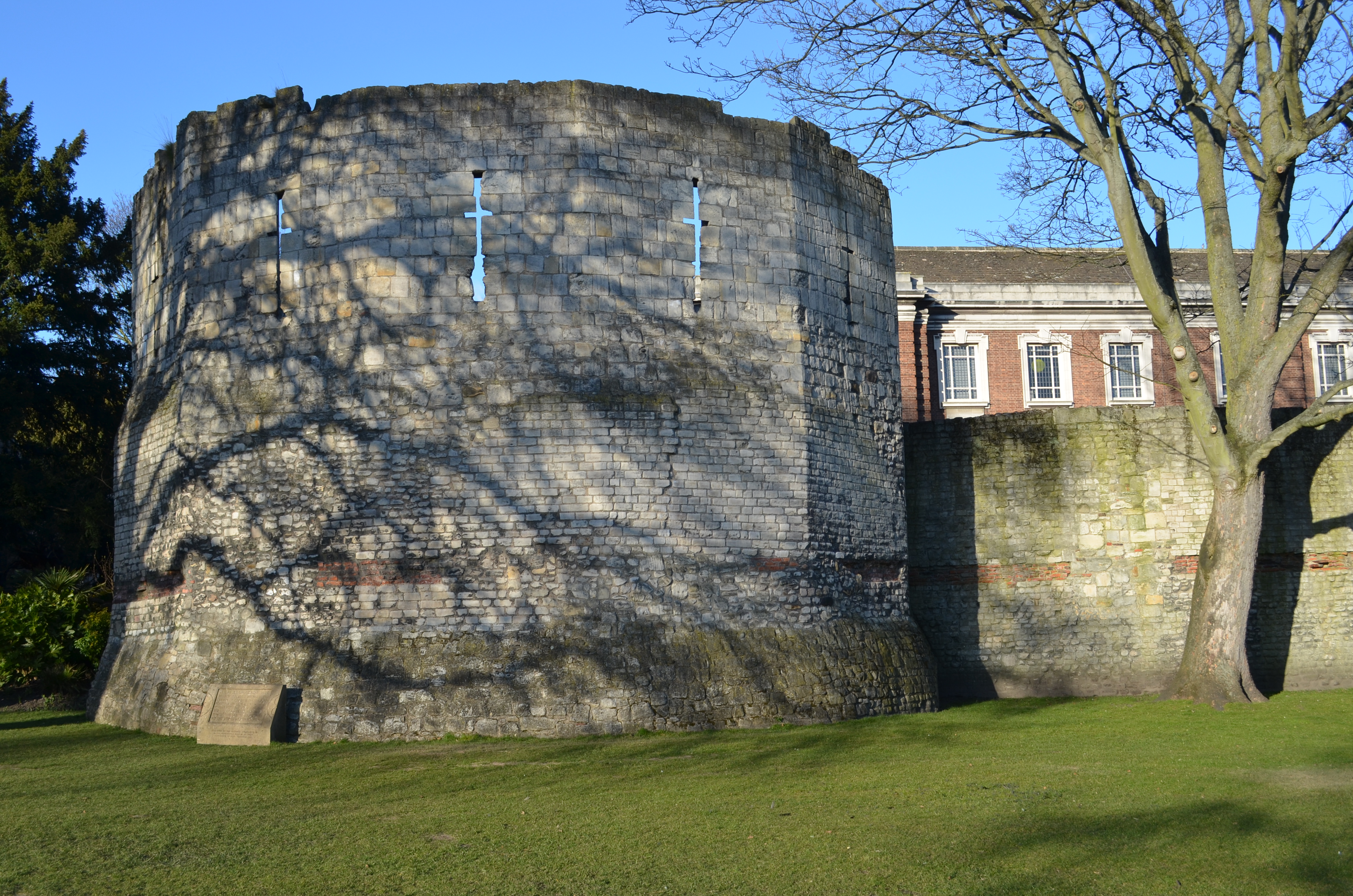
La Multangular Tower.

Les premières fortifications d'York remontent à la fondation de la ville par les Romains au Ier siècle. Eboracum est alors un castrum ou camp fortifié couvrant une vingtaine d'hectares sur la rive nord de l'Ouse. Les murailles qui entourent ce campement servent de fondation aux fortifications ultérieures sur plusieurs sections, principalement au nord, entre Bootham Bar et Monk Bar. L'élément le plus visible des murailles romaines est la Multangular Tower, une tour à quatorze faces probablement construite sous Constantin au début du IVe siècle.

### Période médiévale
Les remparts sont laissés à l'abandon après le départ des Romains au Ve siècle. Lorsque les Vikings s'emparent de la ville, en 867, ils abattent toutes les tours, hormis la Multangular Tower, et édifient des palissades de bois par-dessus les anciennes murailles. La majeure partie des remparts est plus tardive et date d'une période comprise entre le XIIe et le XIVe siècle.